# رود مایل
رود مایل (انگلیسی: River mile) 

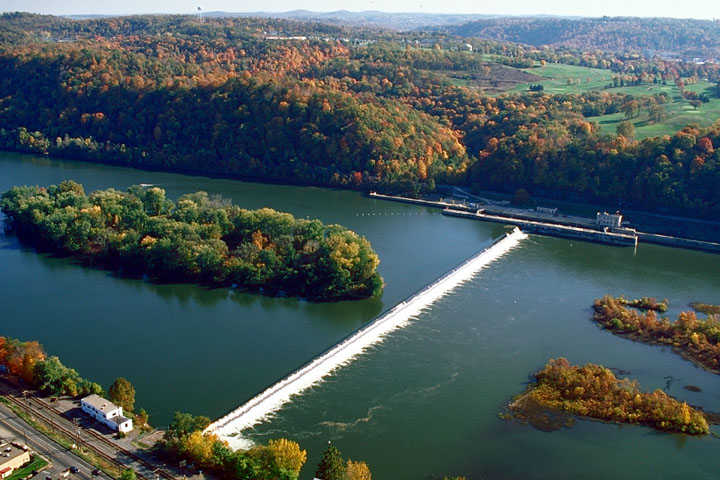

در ایالات متحده، معیاری برای اندازه‌گیری مسافت به مایل در امتداد یک رودخانه از دهانه آن است. شماره‌گذاری مایل‌های رودخانه‌ای از صفر آغاز می‌شود و هرچه به بالادست می‌رویم افزایش می‌یابد. معادل متریک آن «کیلومتر رودخانه‌ای» است. این واحدها مشابه نشانگرهای مایلی در جاده‌ها هستند، با این تفاوت که مایل‌های رودخانه‌ای به‌ندرت روی بستر واقعی رودخانه علامت‌گذاری می‌شوند؛ بلکه بیشتر بر روی نقشه‌های ناوبری و نقشه‌های توپوگرافی مشخص می‌شوند. گاهی اوقات املاک واقع در کنار رودخانه نیز تا حدی بر اساس مایل رودخانه‌ای آن‌ها به‌طور حقوقی توصیف می‌شوند.